# Кімберлі Северсон
Кімберлі Северсон (англ. Kimberly Severson, 22 серпня 1973) — американська вершниця.
Срібна призерка Олімпійських Ігор 2004 року в індивідуальному триборстві, бронзова призерка 2004 року в командному триборстві.
Переможниця Всесвітніх ігор з кінного спорту 2002 року в командному триборстві.